# Andrea Cunningham
Andrea "Andy" Cunningham es una estratega en mercadotecnia y experta en comunicación que ayudó a lanzar la Apple Macintosh en 1984 junto con Regis McKenna. También fundó Cunningham Communication, Inc., considerada como una de las principales firmas de relaciones públicas para las empresas de alta tecnología de Silicon Valley entre 1980 y 1990.  En la actualidad es Presidenta de Cunningham Collective, una firma de innovación colectiva centrada en estrategias mercadotécnicas y ejecución.

## Entrevistas y otras menciones
- San Jose Mercury News, 16 de mayo de 1993. The Graying of Silicon Valley PC Mavericks Evolve Into 'Old Nerd' Network (Archived Article ID:9302060054)
- San Jose Mercury News, 24 de abril de 1998. Where are S.J.'s Female-Owned Businesses? (Archived Article ID:9804250153)
- Bloomberg Television. octubre del 2011. Apple Earnings, Business Outlook, iPhone. Consultado el 28 de mayo de 2013.
- FleishmanHillard TRUE. Diciembre del 2014. Finding Avaya's Silicon Valley Cool. Consultado el 23 de febrero de 2015.
- The Economist. 23 de febrero de 2015. The Entrepreneurial CMOment: Something bigger. Consultado el 23 de febrero de 2015.
- Press: Here on NBC. 1 de mayo de 2015. Andy Cunningham. Retrieved 2 de mayo de 2015.
- Marketing Magazine. 24 de junio de 2015. Steve Jobs' marketing maven on smashing the silicon ceiling. Consultado el 24 de junio de 2015.